# Aishwarya Rajya Laxmi Devi Rana
 (janvier 2019).
Aishwarya Rajya Laxmi Devi Shah (népalais : राज्य लक्ष्मी लक्ष्मी देवी देवी) (7 novembre 1949 - 1er juin 2001) est la reine du Népal de 1972 à 2001. Elle est également appelée « Bada Maharani ».

## Biographie
Aînée des trois filles du général Kendra Shumsher Jang Bahadur Rana et de Shree Rajya Lakshmi Devi Shah à Lazimpat Durbar (en), Lazimpat, à Kathmandou, elle est l'épouse et la cousine issue de germain du roi Birendra et la mère du prince héritier Dipendra, du prince Nirajan et de la princesse Shruti.
La reine Aishwarya est abattue avec son mari, le roi Birendra, son fils, le prince Nirajan, sa fille, la princesse Shruti, et sept autres membres de la famille royale. Son assassin serait son fils aîné Dipendra.